# Peltodytes
Peltodytes là một chi bọ cánh cứng bản địa của châu Âu, Cận Đông, và Bắc Phi.

## Các loài
Chi Peltodytes gồm các loài được ghi nhận như sau:
- Peltodytes alluaudi Guignot, 1936
- Peltodytes bradleyi Young, 1961
- Peltodytes caesus (Duftschmid, 1805)
- Peltodytes callosus (LeConte, 1852)
- Peltodytes congoensis Zimmermann, 1924
- Peltodytes coomani Peschet, 1923
- Peltodytes darlingtoni Young, 1961
- Peltodytes dauricus Zimmermann, 1924
- Peltodytes dietrichi Young, 1961
- Peltodytes dispersus Roberts, 1913
- Peltodytes dunavani Young, 1961
- Peltodytes duodecimpunctatus (Say, 1823)
- Peltodytes edentulus (LeConte, 1863)
- Peltodytes festivus (Wehncke, 1876)
- Peltodytes floridensis Matheson, 1912
- Peltodytes intermedius (Sharp, 1873)
- Peltodytes lengi Roberts, 1913
- Peltodytes litoralis Matheson, 1912
- Peltodytes mexicanus (Wehncke, 1883)
- Peltodytes muticus (LeConte, 1863)
- Peltodytes nodieri Guignot, 1936
- Peltodytes oppositus Roberts, 1913
- Peltodytes ovalis Zimmermann, 1924
- Peltodytes pedunculatus (Blatchley, 1910)
- Peltodytes pekinensis Vondel, 1992
- Peltodytes quadratus Régimbart, 1895
- Peltodytes rotundatus (Aubé, 1836)
- Peltodytes sexmaculatus Roberts, 1913
- Peltodytes shermani Roberts, 1913
- Peltodytes simplex (LeConte, 1852)
- Peltodytes sinensis (Hope, 1845)
- Peltodytes speratus Régimbart, 1906
- Peltodytes sumatrensis Régimbart, 1885
- Peltodytes tamaulipensis Young, 1964
- Peltodytes tortulosus Roberts, 1913

## Hình ảnh

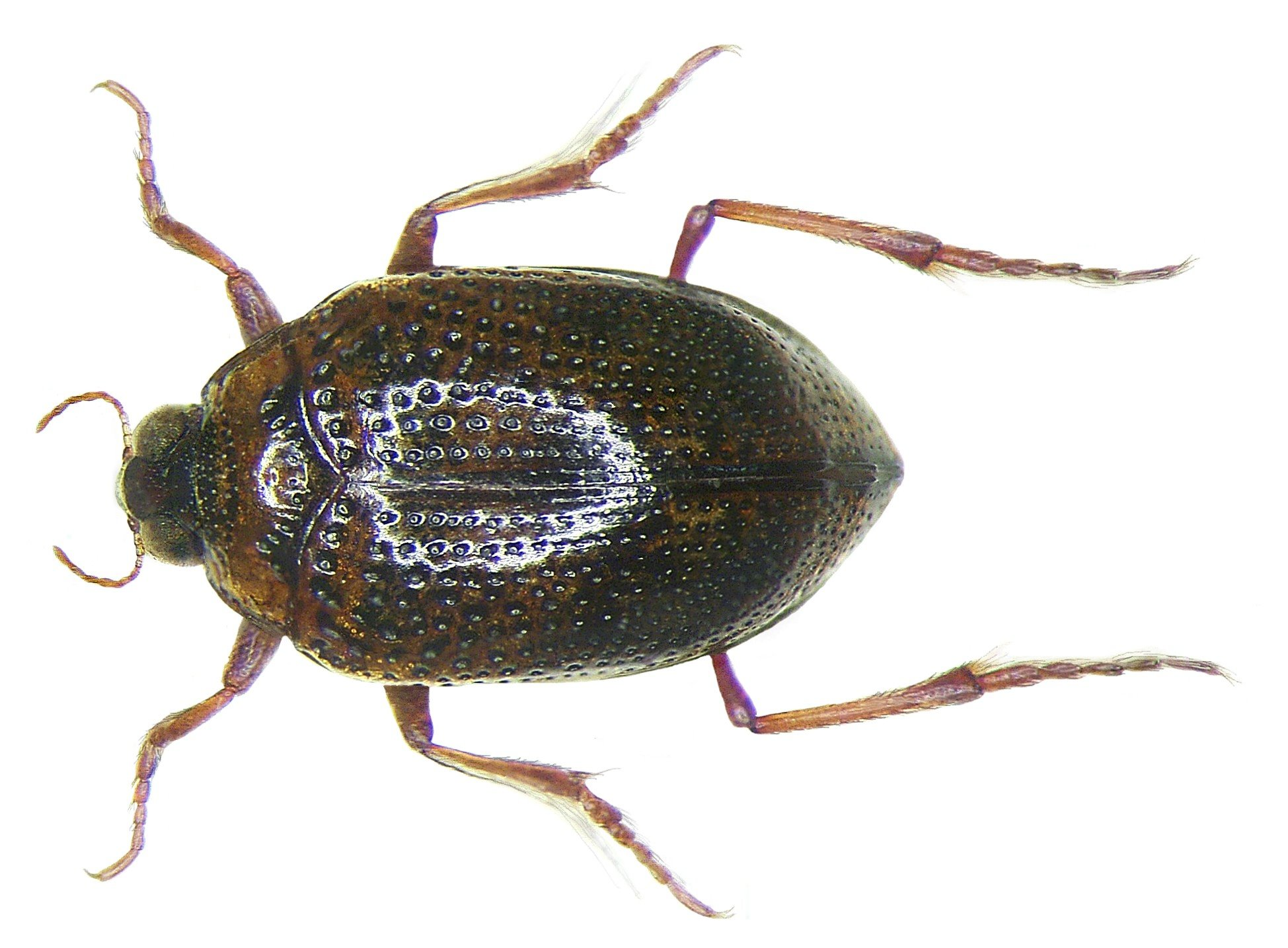
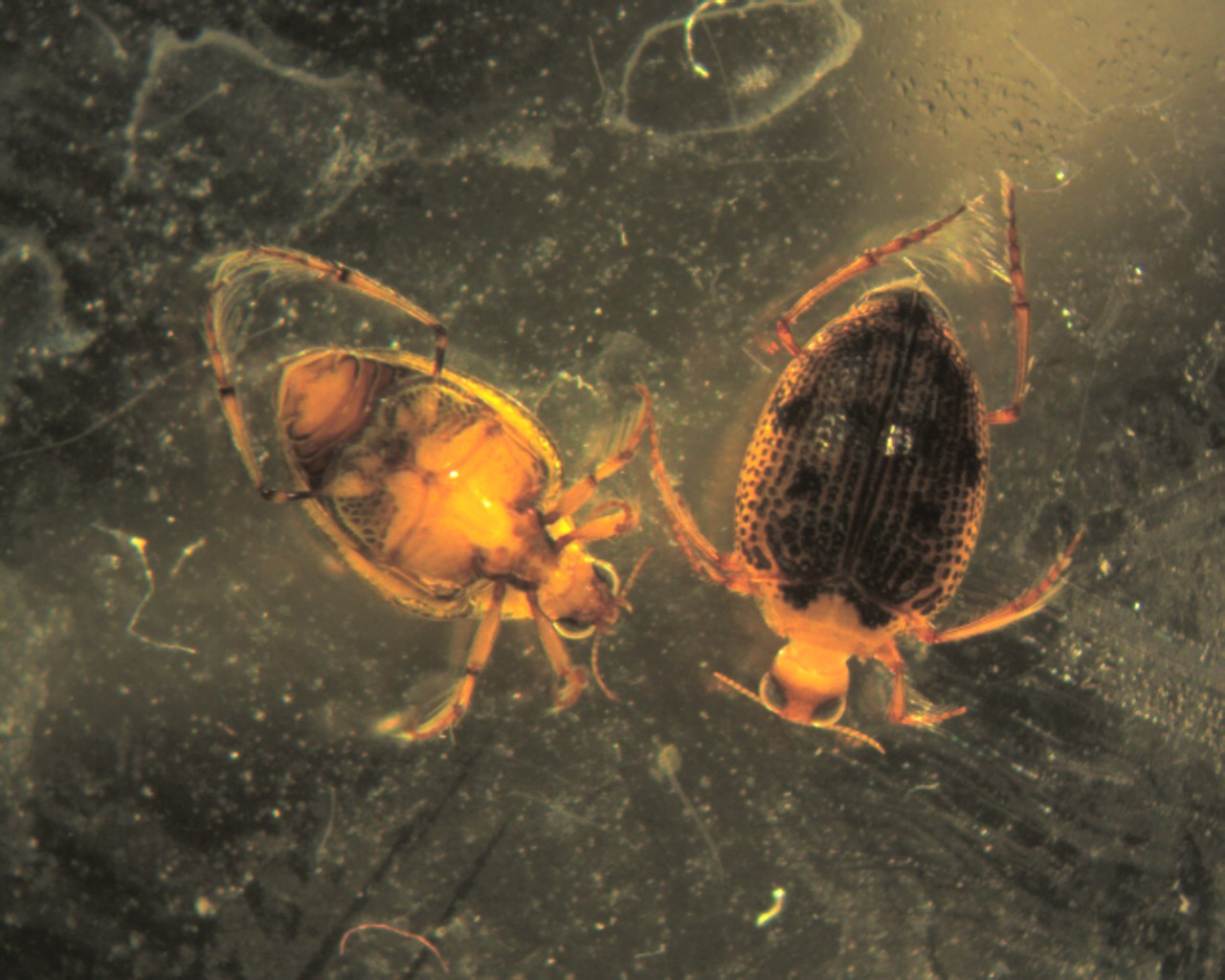
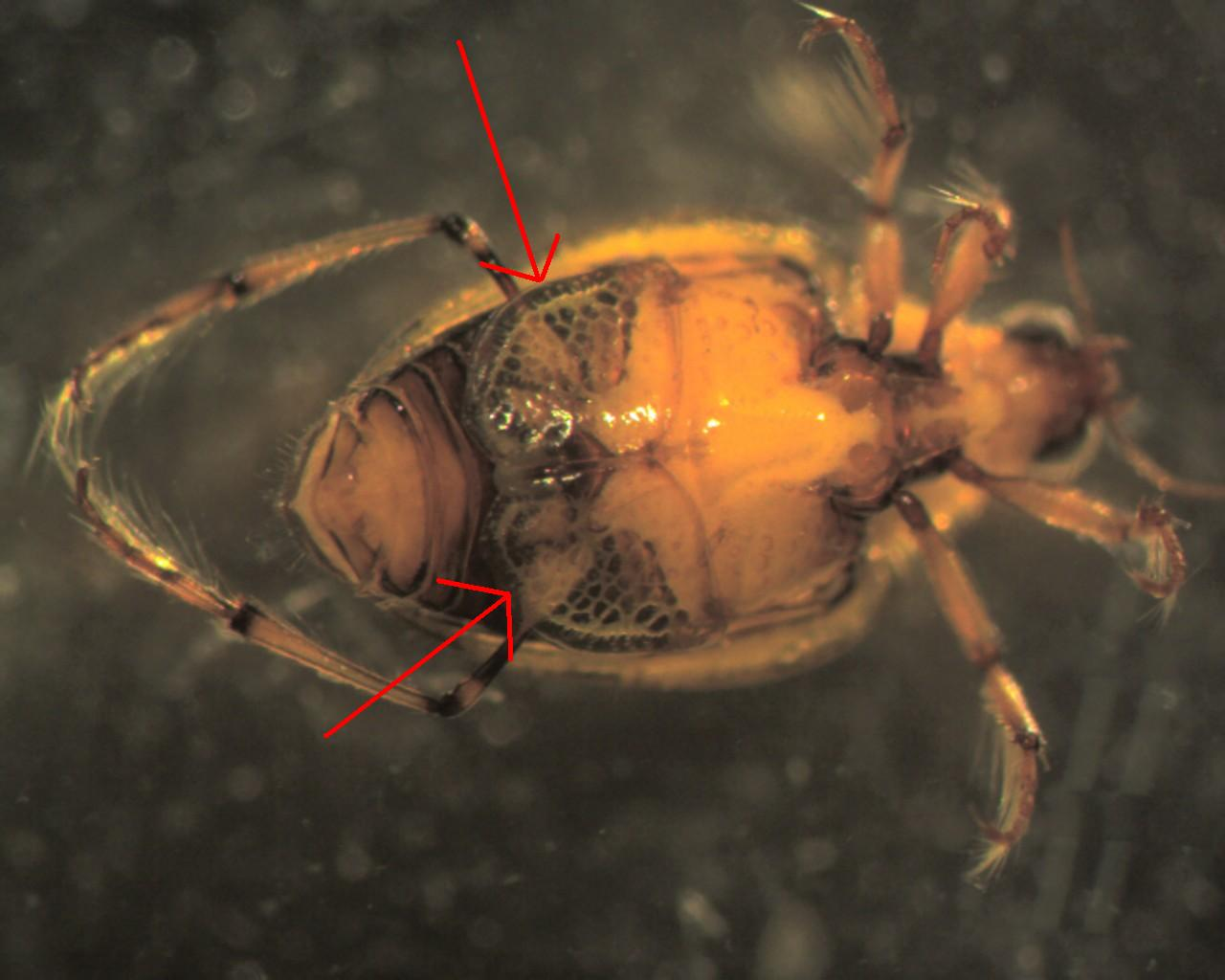